# هامپردینک ۹۹۱۳
سیارک ۹۹۱۳ (به انگلیسی: 9913 Humperdinck، نامگذاری:4071T-3) نه هزار و نهصد و سیزدهمین سیارک کشف شده‌است که در ۱۶ اکتبر ۱۹۷۷ کشف شد.
قدر مطلق سیارک برابر ۱۴٫۷۰ است.